# Бой при Санкт-Пёльтене
Бой при Санкт-Пёльтене (нем. St. Pölten) — один из боёв эпохи Войны за австрийское наследство между войсками габсбургской монархии и французской армией, состоявшийся 23 декабря 1741 года у австрийского города Санкт-Пёльтен. 
В начале Войны за австрийское наследство войскам союзников сопутствовал успех: баварская армия Карла Альбрехта и французский вспомогательный корпус маршала Бель-Иля в конце июля 1741 года вторглись в Верхнюю Австрию, а затем 27 ноября вместе с саксонцами заняли Прагу, пруссаки взяли Бреславль. Но так как полное уничтожение Австрии и территориальное расширение своих союзников вовсе не входило в планы Фридриха, кроме того, прусская армия крайне нуждалась в отдыхе, поэтому, при содействии Англии, 11 октября 1741 года в деревне Клейн-Шеллендорф между Пруссией и Австрией заключено было тайное перемирие на всю зиму. Все силезские крепости были сданы пруссакам.
Находясь в такой тяжёлой ситуации, Мария Терезия стала искать спасения у венгерского дворянства, которое на Пресбургском сейме 11 сентября 1741 года заручилось от неё значительными гарантиями их самостоятельности и за эту уступку предложили ей существенное содействие. Было собрано венгерское ополчение (40 000, в том числе 20 000 лёгкой кавалерии).
Освободившись на время от Пруссии, Австрия обратила все свои силы против французов и баварцев. В Австрию были переброшены войска из отдаленных провинций, дополнительно набрано 15 000 в линейные войска. Назначенный командующим Кевенхюллер пообещал Марии Терезии, что этого достаточно, чтобы изгнать захватчиков. Вначале решили выбить союзный французский корпус из Верхней Австрии. Первоначальной целью стала диверсия на французский лагерь, расположенный у Санкт-Пёльтена.
23 декабря венгерская кавалерия посреди ночи вышла из Герцогенурга и окольными дорогами неожиданно вошла в полдень в район Санкт-Пёльтена. Воспользовавшись преимуществом неожиданности, она на большой скорости атаковала лагерь противника, застигнув французов врасплох. В результате боя, в котором венгерская кавалерия превзошла французскую, было уничтожено много французских солдат и взят в плен граф Таванн. 
По лагерю, а затем и по всему городу распространились паника. Ворота Санкт-Пёльтена были немедленно очищены гвардейцами и закрыты; полки срочно вызванные для борьбы с венграми, дали бой. Однако командовавший набегом Менцель, потеряв всего одного человека, не принял боя и ушёл со своей добычей.
В конце декабря усиленные австрийские войска под начальством Кевенхюллера осадили Сегюра в Линце и принудили его 24 января 1742 года к сдаче (в день избрания курфюрста баварского императором над именем Карла VII). Вскоре сдалась и крепость Пассау.